# Suzanne Stokes
Suzanne Lee Stokes (nacida el 9 de julio de 1979 en Naples, Florida) es una modelo de glamour y actriz estadounidense. Fue elegida como Playmate por la revista Playboy en febrero de 2000.

## Apariciones en los medios

### Filmografía
- Frostbite (the movie) (2005).... Topless Hot Tub Babe #1
- Playboy: Playmates On the Catwalk (2001).... Herself
- Playboy Video Playmate Calendar 2001 (2000).... Herself
- Playboy: California Girls (2000).... Herself
- Bricol' Girls (1999).... Suzanne

### Apariciones notables en TV
- Howard Stern playing Herself, 18 de abril de 2005
- Frasier playing Fantasy Plumber in episode: Freudian Sleep.
- Howard Stern playing Herself, 19 de abril de 2001
- Howard Stern playing Herself, 18 de abril de 2001
- The Howard Stern Radio Show playing Herself, 7 de abril de 2001
- Mortal Kombat: Conquest playing Babe in episode: Stolen Lies.